# Chang'an Benni
Pour les articles homonymes, voir Benni.
La Chang'an Benni, Chana Benni ou encore Chang'an CV1 est une mini citadine produite par le constructeur automobile chinois Chang'an depuis 2009. Elle connaît à ce jour deux générations, la première étant produite de 2009 à 2014 sous le nom de Chana Benni et de Chang'an CV1 et la deuxième depuis 2014 sous le nom de Chang'an ou Chana Benni.

## Première génération (2009-2014)

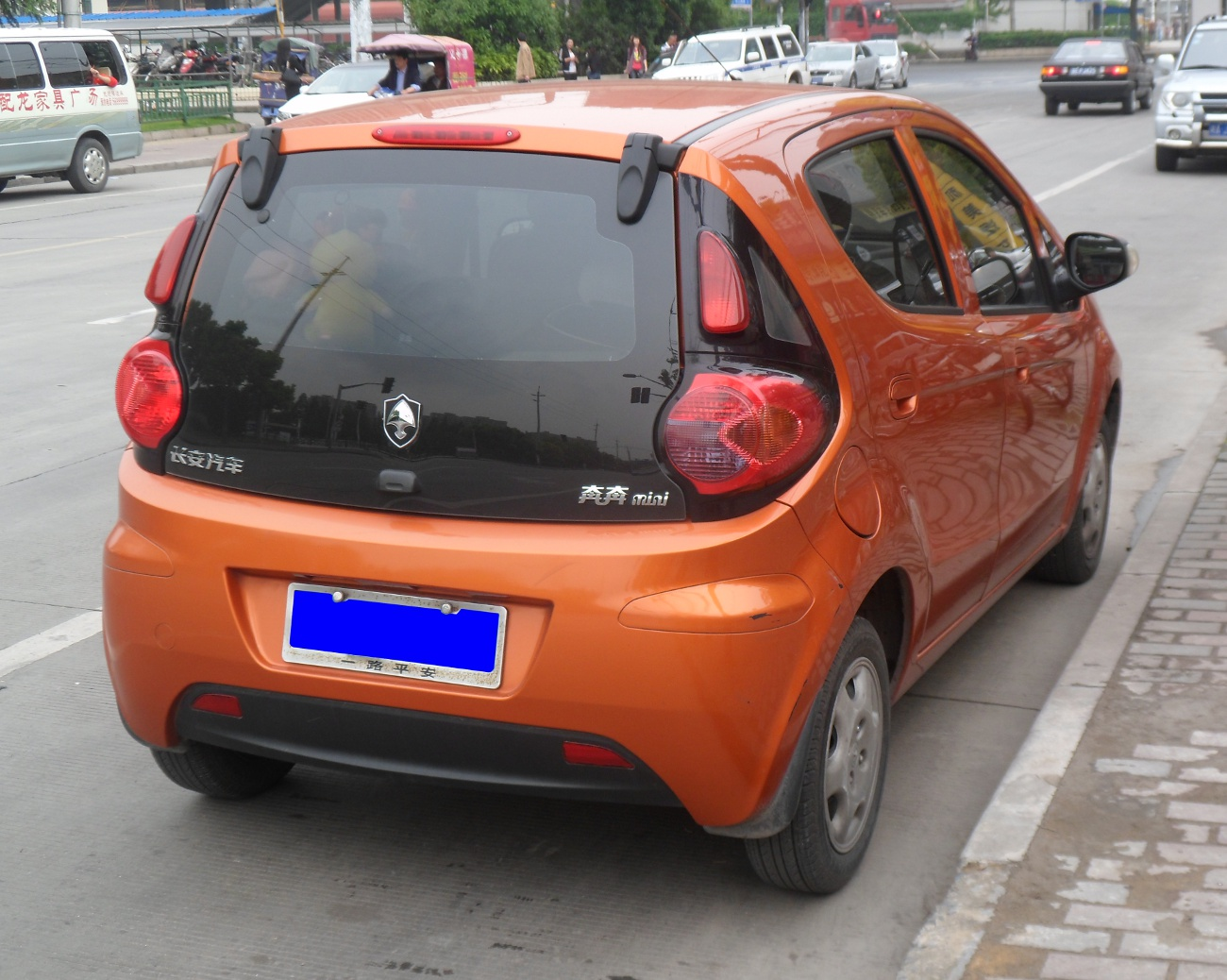
Vue arrière de la Chana Benni Mini I.

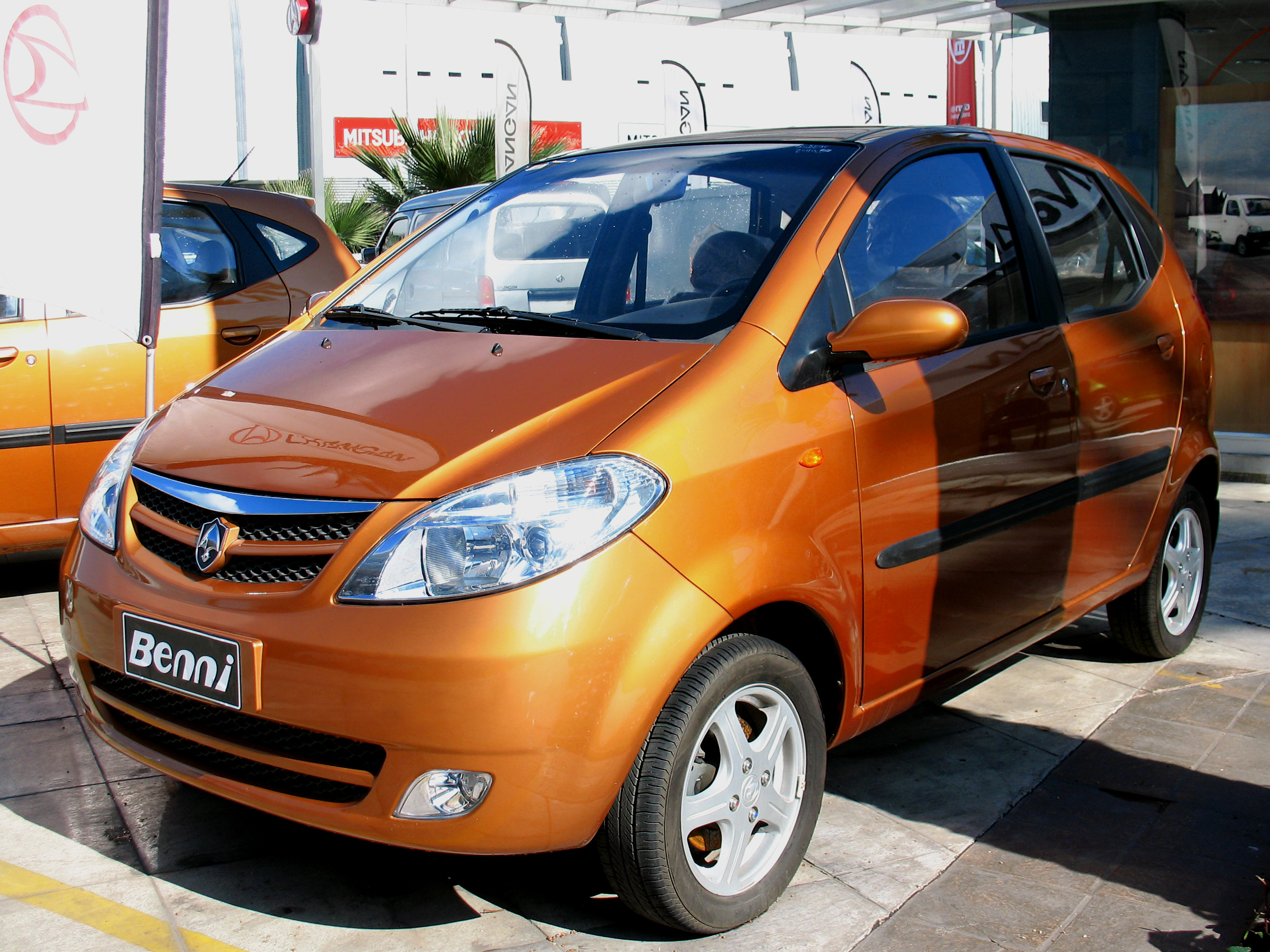
Chang'an Benni I 1.3 de 2009.

La première génération de Benni rentre en production le 20 septembre 2009 pour être commercialisée sur le marché chinois le 18 novembre 2009. Elle a été dessinée par une équipe dirigée par Justyn Norek, dans une collaboration entre Chang'an et I.DE.A.
Elle peut recevoir un moteur de 4 cylindres en ligne 1.0 ou 1.3 litre, d'une boîte de vitesses manuelle ou automatique et est disponible dans plusieurs finitions : Standard, Convenient, Classic, Luxury et Supreme.
Elle dispose de série de phares anti-brouillard, de vitres électriques à l'avant, d'une fermeture centralisée des portes, d'une radio-MP3, de l'air conditionné mais toutes les versions disposant de la boîte de vitesses manuelle ne disposent pas de coussins gonflables de sécurité (« airbags ») conducteur et passager. En revanche, les versions automatiques sont bien mieux fournies avec notamment un essuie-glace arrière, des rétroviseurs avec clignotant intégré, ou une télécommande de clé.
Lors du Salon automobile de Guangzhou 2009, la marque présente une version plus grande et restylée de la Benni, dénommée Benni Love, gagnant 10 millimètres d'empattement et 130 millimètres de long.
Une version plus petite, du nom de Benni Mini, est commercialisée à partir de mars 2010 avec un empattement plus court de 20 millimètres et étant mue par un moteur 4 cylindres en ligne d'un litre de cylindrée et équipée d'une boîte de vitesses 5 rapports semi-automatique ou manuelle. Au total, 51462 exemplaires auront été vendus.

## Deuxième génération (depuis 2014)
La deuxième génération de Benni est présentée pour la première fois au Salon automobile de Guangzhou en novembre 2013 pour être commercialisée dans les premiers mois de 2014.
Le moteur augmente de cylindrée par rapport à la génération précédente, l'esthétique est modernisée et les équipements aussi avec des jantes en alliage, des rétroviseurs électriques, un système sonore amélioré avec une radio USB MP3 et un GPS sur certaines finitions.
Niveau sécurité, l'auto dispose de deux airbags à l'avant, de l'ABS et même d'un radar et d'une caméra de recul sur certaines finitions.
Les finitions disponibles sont les suivantes : Luxury, Premium, Sunroof.